# اضافه‌بها
اضافه بها (به انگلیسی : Mark up ) ؛ به مبلغی اشاره دارد که فروشنده به قیمت تمام شده(cost price) یک محصول اضافه می کند. افزایش قیمت اضافه شده به قیمت تمام شده معمولاً برابر با قیمت خرده فروشی است.اضافه بها تفاوت میان قیمت فروش محصول ( sales price ) و بهای تمام شده (هزینه های تولید محصول ) است و اغلب به صورت درصدی نسبت به آن بیان می شود. 
اضافه بها به کل هزینه های متحمل شده توسط تولید کننده یک کالا یا خدمات اضافه می شود تا هزینه های بازرگانی (توزیع ، بازاریابی و فروش) آن را پوشش دهد و سود ایجاد کند. هزینه کل منعکس کننده مقدار کل هزینه های ثابت و متغیر برای تولید و توزیع یک محصول است.اضافه بها را می توان به صورت مقدار ثابت یا درصدی از کل هزینه یا قیمت فروش بیان کرد.